# Gemmipas
De Gemmipas is een bergpas over de Berner Alpen in Zwitserland, die Leukerbad (ten zuiden van de Gemmipas) in het kanton Wallis, verbindt met Kandersteg (ten noorden van de Gemmipas) in het kanton Bern. De pas zelf ligt in het kanton Wallis, op een hoogte van 2269 meter boven zeeniveau. Het hoofdpad over de pas bereikt 2322 meter.
De pas ligt tussen de Daubenhorn (2942 meter) ten westen van de pas en de Plattenhörner (2835 meter) ten oosten van de pas.
Hoewel de pas niet per auto bereikbaar is, kun je de pas wel gemakkelijk bereiken met de kabelbaan vanuit Leukerbad. Als alternatief kan de pas worden bereikt via een lastige wandeling van minstens twee uur.
De Gemmipas markeert geologisch de westelijke rand van het Aarmassief en scheidt daarmee de gekarstifieerde Berner Kalkhoogalpen (het Wildstrubelmassief) in het westen van de kristallijne ondergrond van de Balmhorngroep in het oosten. In het hooggelegen dal ten noorden van de pas zijn er talrijke karstverschijnselen, zoals karstvelden, de bergkom bij de bergherberg Schwarenbach en de kom met de Daubensee, een bergmeer zonder bovengrondse afwatering.
De pas wordt genoemd in het Sherlock Holmes-verhaal The Final Problem. Sherlock Holmes en Dr. Watson steken de pas over op weg naar Meiringen, waar Sherlock Holmes zijn beroemde ontmoeting heeft met professor Moriarty bij de Reichenbachwaterval.

## Fotogalerij

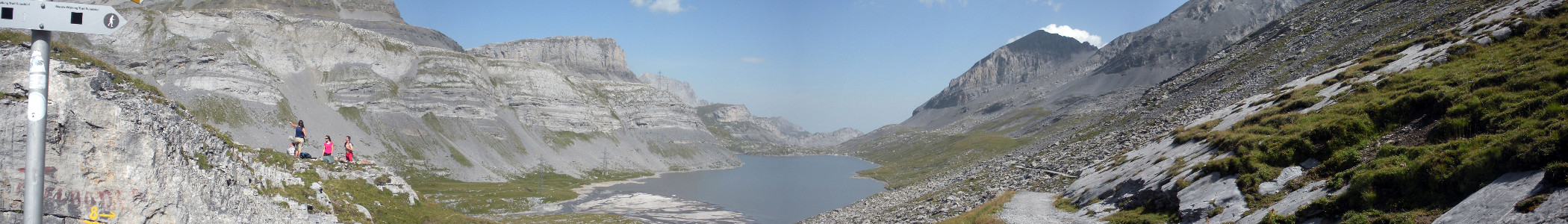
Panorama van de Daubensee vanaf de Gemmipas.
Panorama vanaf de Daubenhorn met zicht op de Gemmipas (links), Leukerbad en de Grossstrubel en Steghorn (rechts)

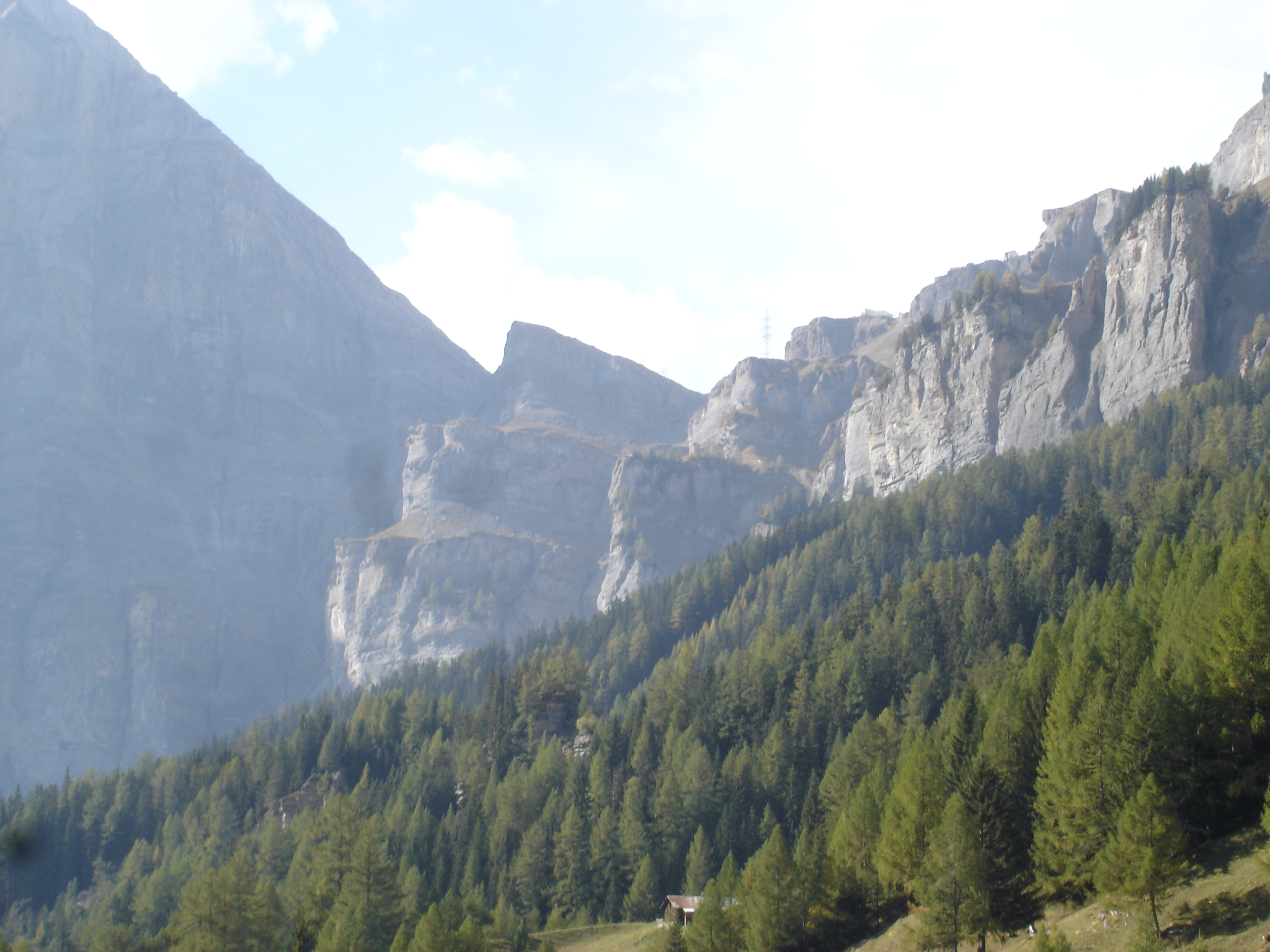
De Gemmipas gezien vanaf Leukerbad.

Albrun · Albula · Alpe Gesero · Bernina · Brünig · Chasseral · Croix · Ferret · Flüela · Forclaz · Furka · Furggu · Gemmi · Glas · Glaubenberg ·  Glaubenbüelen · Gries · Grimsel · Grote Scheidegg · Grote St.-Bernhard · Gurnigel · Gueulaz · Jaun · Julier · Klausen · Kleine Scheidegg · Kunkel · Lenzerheidepas · Livigno · Lukmanier · Maloja · Moosalp · Morgins · Mosses · · Saanenmöser · Neggia · Nufenen · Oberalp · Ofen · Pillon · Planches · Pragel · San Bernardino · Sanetsch · Schallenberg · Simplon · Sint-Gotthard · Splügen · Susten · Umbrail · Vue des Alpes · Wolfgang